# الجدول الزمني لمعركة الموصل (2016-2017): المرحلة الأولى
فيما يلي جدول زمني للمرحلة الأولى من معركة الموصل (2016-2017) بين أكتوبر وديسمبر 2016.

## أكتوبر: التقدم الأولي

### 16-17 أكتوبر

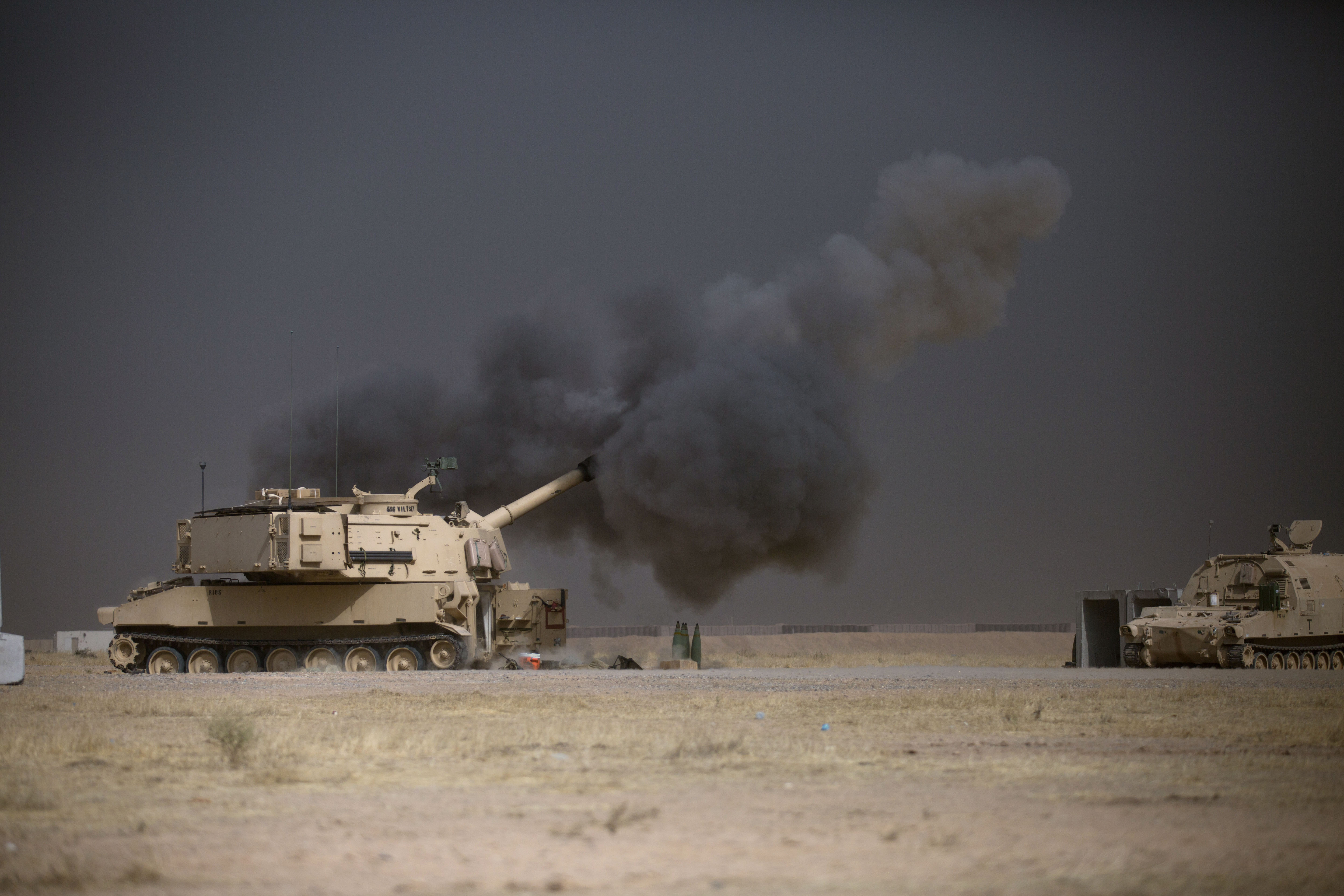
طائرة أمريكية من طراز M109A6 Paladin تنفذ مهمة إطلاق نار في مطار القيارة الغربي، دعماً لقوات الأمن العراقية في تقدمها نحو الموصل، 17 أكتوبر/تشرين الأول 2016.

في 16 أكتوبر 2016، أعلن رئيس الوزراء العراقي حيدر العبادي بدء الهجوم لاستعادة مدينة الموصل. وأفاد مسؤولون بإطلاق مدافع الهاوتزر على أهداف تابعة لتنظيم داعش في وقت لاحق من ذلك اليوم. بدأ الهجوم الرئيسي في 17 أكتوبر في حوالي الساعة 6:00 مساءً. صباحًا، بالتوقيت المحلي، مع قصف ووصول المركبات المدرعة إلى خطوط المواجهة. بدأت قوات البيشمركة في منطقة الخازر، شرق الموصل، الهجوم البري بالتقدم على القرى التي يسيطر عليها تنظيم الدولة الإسلامية (داعش) من ثلاث جبهات، بينما تقدمت قوات الأمن العراقية من الجنوب. تقدمت القوات العراقية في منطقة برطلة شرق الموصل بينما أطلق مقاتلو داعش قذائف الهاون على البيشمركة. قال رئيس حكومة إقليم كردستان، مسعود بارزاني، إن قوات البيشمركة ومقاتلي الحكومة العراقية استعادوا 200 كيلومتر مربع (80 ميل مربع) من تنظيم الدولة الإسلامية (داعش) في اليوم الأول من القتال. أفاد مسؤولون حكوميون عراقيون بأن "خسائر فادحة في الأرواح والمعدات" قد ألحقت بمقاتلي داعش في قضاء الحمدانية جنوب شرق الموصل. وأفادت التقارير بأن مقاتلي داعش الذين أصيبوا في المعركة تم نقلهم بالحافلات إلى مقرهم السوري في الرقة للحصول على المساعدة الطبية. دمّر التحالف الدولي ضد داعش 52 هدفًا خلال اليوم. فرّ أفراد عائلات مقاتلي داعش من الموصل إلى قرية نوران بسبب القصف. كما أفادت التقارير أن بعض المقاتلين بدأوا بحلق لحاهم وخلعوا زيهم العسكري الأفغاني. كما أفادت التقارير بإجلاء داعش ونقل مقره من الجانب الغربي للموصل إلى الجانب الشرقي. دُمّرَ جسرٌ يؤدي إلى الموصل يُعرف باسم "جسر الحرية". ألقت مصادر البيشمركة باللوم على داعش في تدميره، بينما زعم داعش أنه دُمّرَ بغارات جوية.

### 18 أكتوبر

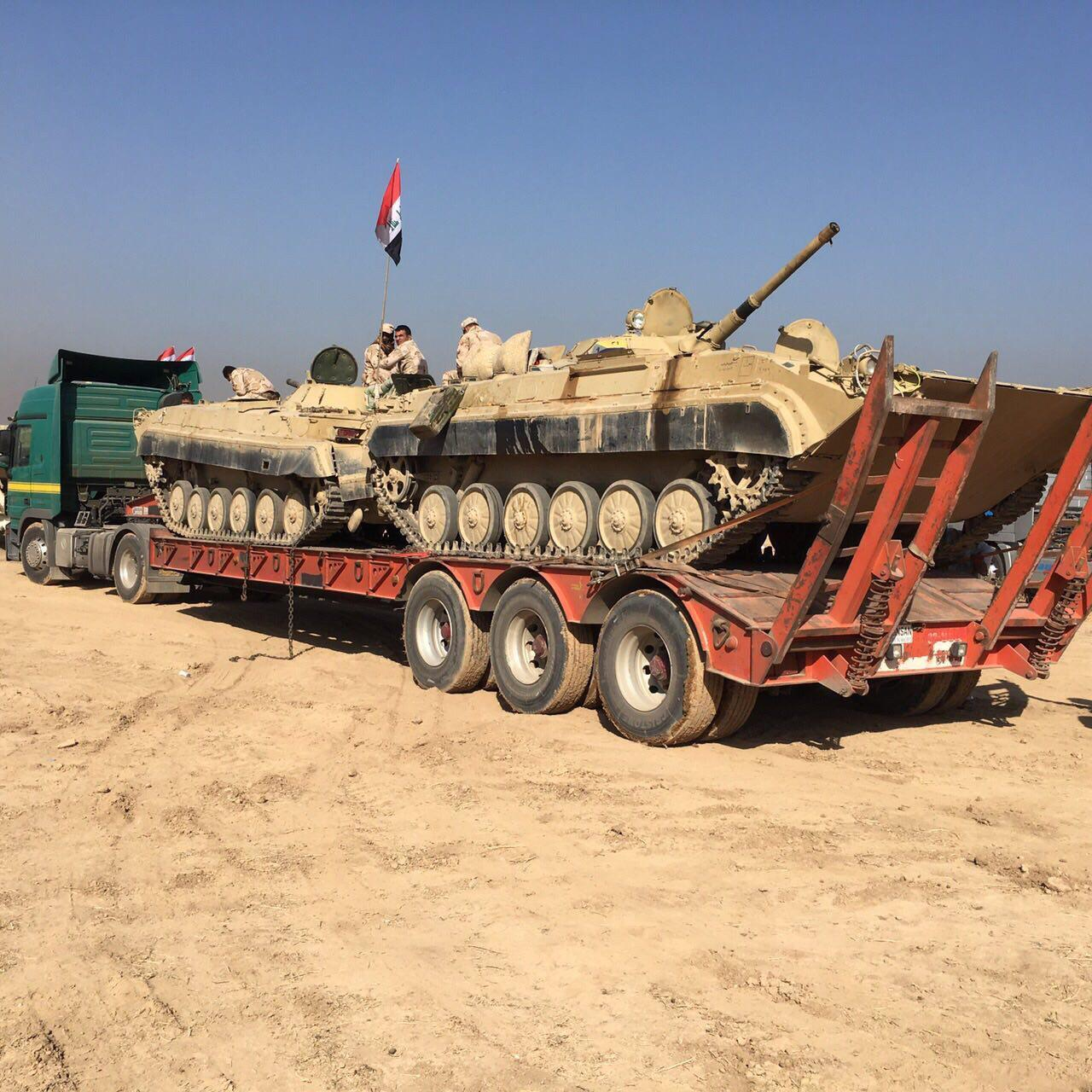
قوات الأمن العراقية تنقل مركبتين قتاليتين للمشاة من طراز BMP-1 إلى مناطق التجمع التكتيكي بمساعدة من عنصر الكتيبة 313 للتحكم في الحركة، في 18 أكتوبر/تشرين الأول 2016، بالقرب من مخمور، العراق.

في 18 أكتوبر، أعلنت الحكومة العراقية أن عشرين قرية بالقرب من الموصل قد استولوا عليها داعش في أول 24 ساعة من القتال بين قوات البيشمركة والقوات العراقية. وعلى الجبهة الجنوبية، استعادت القوات العراقية عدة قرى بالقرب من القيارة، بما في ذلك السرت، والباجوانية، والهود، والمشرف، وأجزاء من قضاء الحمدانية جنوب شرق الموصل. كما استعادت الشرطة الاتحادية العراقية السيطرة على 56 حقل نفط في قضاء القيارة. ووفقًا للتقارير، واجهت قوات البيشمركة مقاومة قليلة على الجبهة الشرقية، بينما واجه المقاتلون العراقيون وقوات الحشد الشعبي القادمون من الجنوب مقاومة أشد من داعش.
وقيل إن استراتيجية التحالف تتمثل في تطويق الموصل بالكامل، وبعد ذلك تتقدم القوات العراقية إلى وسط المدينة. وفي وقت مبكر من يوم 18 أكتوبر، اقتربت القوات العراقية في الشرق من قره قوش (بخديدة)، التي كانت ذات يوم أكبر مدينة آشورية في العراق، وكان المقاتلون في الجنوب يقتربون من حمام العليل. واقتحمت قوات الجيش العراقي قره قوش لاحقًا واشتبكت مع مقاتلي داعش الذين ظلوا محاصرين. وقد تباطأ تقدم القوات العراقية وقوات البيشمركة خلال اليوم نفسه بسبب الانتحاريين والعبوات الناسفة على جانب الطريق وحرائق النفط. ومن أجل القضاء على أي وجود لداعش تمامًا من القرى الواقعة على مشارف المدينة، كانوا ينفذون عمليات بحث من شارع إلى شارع. وأوقفت قوات البيشمركة تقدمها لاحقًا بينما واصل الجيش العراقي تقدمه.
كان المقاتلون الموالون للحكومة في جنوب الموصل يقاتلون جيوبًا من مقاتلي داعش والقناصة أثناء محاولتهم استعادة قرية العباسي، ومن المتوقع أن يسيطروا قريبًا على قرية الزاوية. استؤنف القتال في قرية كاني حرامي، التي استولى عليها الجيش العراقي في اليوم السابق ولكن استعادها داعش في 18 أكتوبر حيث افتقر الجيش إلى التعزيزات. كما استعاد الجيش قرية الهود على نهر دجلة، حيث ثار القرويون ضد داعش وقتلوا ما لا يقل عن 9 مسلحين. كما قامت الشرطة الحكومية بتأمين مصنع كبريت المشراق جنوب الموصل. وذكر رئيس بلدية منطقة الشورى أن قوات الأمن العراقية سيطرت عليها. دمرت الغارات الجوية المشتركة التي شنتها طائرات حربية عراقية وقوات التحالف على مقر داعش في الموصل 13 هدفًا وقتلت 35 مسلحًا.
مع تقدم الجيش العراقي نحو الموصل، اندلعت ثورة ضد داعش في المدينة. تمردت الشرطة الإسلامية التابعة للتنظيم وهاجمت أربعة مقرات للتنظيم. قمعت الثورة بمقتل سبعة من قادة المتمردين وإعدام العديد من المسلحين. في اليوم التالي، هاجمت مجموعة من المتمردين مقرًا للتنظيم، وقتلت مسلحين اثنين ورفعت العلم العراقي فوق المبنى. كما هوجمت دوريات داعش في المدينة.

### 19 أكتوبر

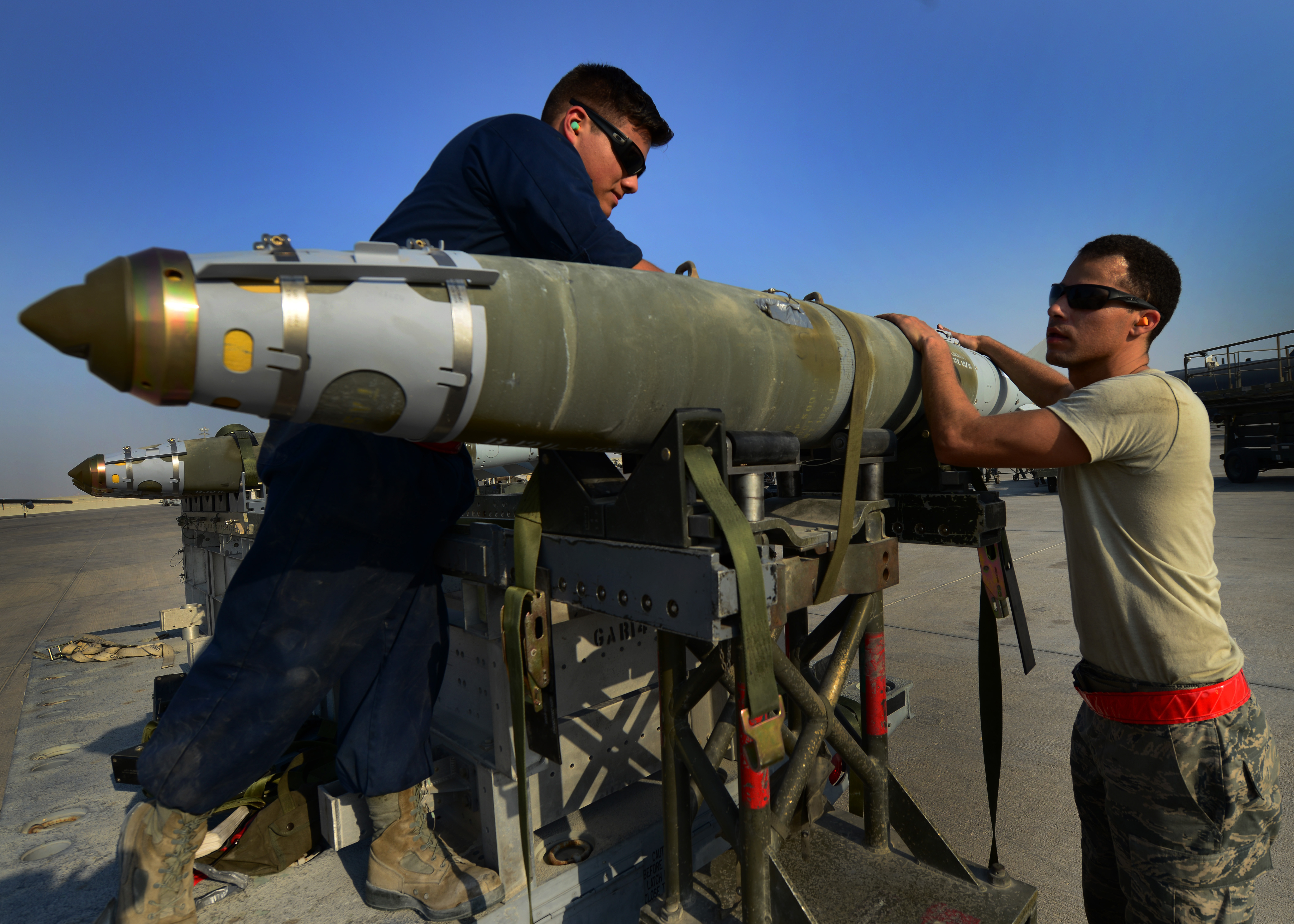
يستعد الطيارون التابعون لسرب صيانة الطائرات الاستكشافية 379 لتحميل ذخيرة الهجوم المباشر المشترك على طائرة في 19 أكتوبر كجزء من الضربات الجوية التي تقودها الولايات المتحدة لدعم الهجوم.

استأنف الجيش العراقي القتال في 19 أكتوبر/تشرين الأول، محاصرًا قرة قوش، حيث نشر تنظيم داعش قناصة وسيارات مفخخة. أعلن الفريق قاسم المالكي أن القوات العراقية سيطرت على 13 قرية شمال وشمال شرق القوير، جنوب الموصل. كما أفادت التقارير أن الجيش العراقي أصبح على بُعد 6 كيلومتر (3.7 ميل) من الموصل. استولوا على قرية كاني حرامي بعد قتال عنيف في الصباح مع تراجع المسلحين إلى العباسية. وأفادت التقارير أنهم استولوا على 22 مدينة، 12 منها على يد البيشمركة و10 على يد قوات الأمن العراقية. أعلن حمادي، محافظ نينوى، أن 40٪ من المحافظة قد استرجعوها من داعش.
تأخر الهجوم لاستعادة بلدة بعشيقة شمال شرق الموصل، والذي كان مقررًا في الأصل عند الفجر، بسبب نقص الدعم اللوجستي. وأفادت التقارير أن آلافًا من البيشمركة كانوا يستعدون لاستعادة بعشيقة. كما صرح قائد التحالف الدولي غاري فولسكي أن غالبية قادة داعش فروا من الموصل وتوقع أن يشكل المقاتلون الأجانب غالبية المسلحين المتبقين في المدينة.

### 20 أكتوبر
اشتدت حدة القتال في 20 أكتوبر. وصل قافلة كبيرة من الفرقة الذهبية إلى المواقع التي استعادتها قوات البيشمركة. كما استولوا على برطلة. فجّر مقاتلو داعش 9 شاحنات مفخخة أثناء القتال. ووفقًا للواء معن السعدي من الجيش العراقي، قُتل 200 مقاتل من داعش في القتال من أجل برطلة.
كما أعلنت قوات البيشمركة وقوات الحماية الوطنية عن "عملية واسعة النطاق" شمال وشمال شرق الموصل، بهدف استعادة بلدتي تيسكوبا وبعشيقة الآشوريتين. وخلال النهار، استولت قوات البيشمركة على 6 قرى، منها 4 قرى على جبهة بعشيقة واثنتان على جبهة نواران. بالإضافة إلى ذلك، دخلت أيضًا 4 قرى أخرى. واستولت لفترة وجيزة على قرية تيز خراب ولكنها اضطرت إلى الانسحاب. وعلى الجبهة الجنوبية، استأنفت القوات العراقية تقدمها شمالًا بعد توقف قصير واستعادت ست قرى شرق القيارة.
كما أشعل تنظيم الدولة الإسلامية النار في مصنع كبريت المشراق، مما تسبب في مقتل شخصين ودخول ما يقرب من 1000 شخص إلى المستشفى بسبب استنشاق أبخرة الكبريت. كما أسفر كمين نصبه تنظيم الدولة الإسلامية بالقرب من بعشيقة عن مقتل أو إصابة العشرات من البيشمركة. كما ورد أن المجموعة كانت تحفر خنادق لإبطاء تقدم قوات التحالف.

### 21 أكتوبر
شنّ تنظيم داعش هجمات متعددة في كركوك في 21 أكتوبر/تشرين الأول لتشتيت الموارد العسكرية. وأفادت التقارير بوقوع انفجارات متعددة ومعارك بالأسلحة النارية في المدينة، تركزت معظمها حول مجمع حكومي. وصرح قائد كبير في قوات البيشمركة بأن المهاجمين دخلوا المدينة متنكرين في صورة نازحين داخليين. في غضون ذلك، أفادت القوات الحكومية العراقية بأنها استعادت قريتين أخريين جنوب الموصل وقتلت 15 مسلحًا.

### 22 أكتوبر
في 22 أكتوبر، أعلنت الشرطة العراقية صد هجوم داعش على كركوك، وأن جميع المهاجمين قُتلوا أو فجروا أنفسهم. كما ذكر المسؤولون العراقيون أن 80 شخصًا قُتلوا في كركوك، معظمهم من قوات الأمن الكردية، وأصيب حوالي 170 آخرين؛ كما قُتل 56 مسلحًا من داعش. كما توفي مراسل قناة تركمان إيلي في الهجوم، بينما أصيب ما لا يقل عن سبعة صحفيين.
بدأ هجوم واسع النطاق لاستعادة بلدة قره قوش الآشورية التي ظلت تحت سيطرة داعش بعد عدة أيام من القتال. كما تقدمت القوات العراقية أيضًا نحو بلدة تلكيف، شمال الموصل. أرسلت الرياح المتغيرة الغاز من مصنع كبريت المشراق المشتعل إلى مطار القيارة الغربي، حيث اضطرت القوات الأمريكية وقوات التحالف إلى استخدام أقنعة الغاز. كما قُتل صحفي برصاص قناص في منطقة الشورة.

### 23-24 أكتوبر
زعمت قوات البيشمركة في 23 أكتوبر أنها استعادت بعشيقة، ومع ذلك، ورد في اليوم التالي أنهم ما زالوا يحاولون الاستيلاء عليها بمساعدة الجيش التركي. كما ذكرت القيادة العامة للبيشمركة أن البيشمركة طوقت 8 قرى وأمنت جزءًا كبيرًا من طريق بعشيقة-الموصل. كما ذكرت أنها أصبحت الآن على بعد 9 كيلومتر (5.6 ميل) من المدينة.
زاد تنظيم داعش من هجماته المضادة من أجل تشتيت انتباه القوات الموالية للحكومة التي كانت تتقدم نحو الموصل. بالإضافة إلى الهجوم على كركوك في 21 أكتوبر، ضرب مقاتلو داعش الرطبة وكذلك سنجار. وقال رئيس إقليم اليزيديين محما خليل إن ما لا يقل عن 15 مقاتلاً من داعش قُتلوا وأصيب اثنان من البيشمركة في معركة استمرت ساعتين في سنجار. وزعم تنظيم داعش أن قواته دمرت سيارتين للبيشمركة، مما أسفر عن مقتل جميع من كانوا على متنها. قُتل ما يقرب من 800 مقاتل من داعش بينما وردت أنباء عن استعادة 78 قرية من الجماعة اعتبارًا من 24 أكتوبر. كما انتهى الهجوم على كركوك بحلول 24 أكتوبر، حيث قُتل 74 مسلحًا وألقي القبض على آخرين، بمن فيهم زعيم المهاجمين.

### 25 أكتوبر
وأفادت التقارير أن قوات العمليات الخاصة العراقية، التي تتقدم نحو الموصل من شرق المدينة، أصبحت على بعد 2 كيلومتر (1.2 ميل) من المدينة. الجيش التركي الداعم للبشمركة العديد من أهداف داعش في منطقة بعشيقة في شمال العراق. كما استخدم داعش الخنادق النفطية المشتعلة لإعاقة رؤية القوات الجوية العراقية وقوات التحالف الدولي وأعدم 9 منشقين.

### 26 أكتوبر
واجهت القوات العراقية مقاومة شديدة من تنظيم داعش أثناء محاولتها تطهير القرى في منطقة الشورة جنوب الموصل من المسلحين. وأفادت التقارير أن مئات من انتحاريي داعش أرسلوا من سوريا للدفاع عن الموصل.
وفي هذه الأثناء، سيطرت قوات البيشمركة على قرية ديرك، 12 كيلومتر (7.5 ميل) شمال شرق الموصل، حيث اكتشفوا نفقًا كبيرًا لتنظيم داعش يحتوي على مخبأ كبير للأسلحة. صرح ستيفن تاونسند، قائد القوات الأمريكية في العراق، أن قوات التحالف ألقت أكثر من 2100 قنبلة جوية وقذيفة مدفعية وقذيفة هاون وصواريخ وقذائف منذ بدء الهجوم لاستعادة الموصل. صرحت الحكومة العراقية بمقتل 57 جنديًا عراقيًا وإصابة حوالي 250 آخرين، بينما يُعتقد أن 20 إلى 30 مقاتلاً من البيشمركة قد قُتلوا.

### 27 أكتوبر
صرح النقيب فهد الليثي من وكالة الأنباء الوطنية العراقية أن 13 مسلحًا قُتلوا في غارة جوية للتحالف استهدفت تجمعًا لداعش في منطقة حمام العليل بينما تمكنت القوات العراقية من استعادة قريتين إلى الجنوب من الموصل. صرح قائد القيادة المركزية الأمريكية، الجنرال جوزيف فوتيل، أن 800-900 مسلح قُتلوا في المعركة.

### 28 أكتوبر
في 28 أكتوبر/تشرين الأول، قدّر مسؤولون عسكريون أمريكيون أن ما بين 3000 و5000 مقاتل من داعش غادروا الموصل للدفاع عنها، بينما تمركز ما بين 1500 و2000 مسلح خارجها. صرّح عبد الرحمن الوكاع، عضو مجلس محافظة نينوى، بأن القوات العراقية استعادت بلدة الشورة، جنوب الموصل، وأجلت ما بين 5000 و6000 مدني من هناك. وأضاف أن المنطقة تُطهر حاليًا من القنابل محلية الصنع والأفخاخ المتفجرة، بينما حاصرت قوات الأمن حمام العليل تقريبًا. كما صرّح بأن قوات الأمن العراقية قد تقتحم حمام العليل في الساعات القليلة القادمة، لكن ذلك يعتمد على الوضع الميداني، حيث لا يزال المدنيون موجودين، ويستخدم مسلحو داعش سياسة "الأرض المحروقة" بتدمير المنازل والمباني والجسور لإبطاء تقدمهم.
كما سيطرت قوات البيشمركة والقوات العراقية على منطقة الفاضلية التي تقع على بعد 4 كيلومترات فقط من مدينة الموصل. على بُعد كيلومتر واحد من الموصل. وفي الوقت نفسه، ذكرت الأمم المتحدة أن داعش قد احتجز عشرات الآلاف من المدنيين لاستخدامهم كدروع بشرية في الموصل، بما في ذلك ما لا يقل عن 5000 عائلة من محيط الشورة و2210 عائلة من منطقة نمرود في الحمدانية. أما من رفضوا المغادرة، فقد أُعدموا.

### 29 أكتوبر
أعلنت قوات الحشد الشعبي في 29 أكتوبر/تشرين الأول أنها شنت هجومًا باتجاه غرب الموصل بهدف السيطرة على قرى غرب الموصل والوصول إلى بلدة تلعفر، وذلك لمنع مقاتلي داعش من الانسحاب إلى سوريا المجاورة أو أي تعزيزات لدفاعهم عن الموصل. وقد كُلِّفت باستعادة حوالي 14,000 كم 2 من الأراضي من المجموعة. كما صرحوا أيضًا أنهم لن يدخلوا الموصل. وفي الوقت نفسه، استولى الجيش العراقي وقوات الحشد الشعبي على 15 قرية من داعش.

### 30 أكتوبر
أعلنت قوات البيشمركة في 30 أكتوبر أنها سيطرت على ست قرى أخرى شمال وشرق الموصل، وسيطرت على العديد من الطرق الرئيسية والمعالم. كما ذكرت أنها سيطرت على 500 كيلومتر مربع من الأراضي منذ بدء العملية. وفي الوقت نفسه، أعلنت قوات الحشد الشعبي أنها سيطرت على ثماني قرى أخرى جنوب غرب الموصل. وذكر المرصد السوري لحقوق الإنسان أن ما لا يقل عن 480 مقاتلاً سوريًا، بما في ذلك 300 طفل جندي (المعروفين باسم "أشبال الخلافة") الذين جلبهم تنظيم الدولة الإسلامية إلى العراق والشام، قُتلوا منذ بدء الهجوم.

### 31 أكتوبر
في 31 أكتوبر/تشرين الأول، انطلقت عملية عراقية واسعة النطاق على بازوايا، شرقي الموصل. تعرضت قوات العمليات الخاصة العراقية لنيران كثيفة من داعش، لكنها تمكنت من الاستيلاء على البلدة وعدة قرى مجاورة. بعد الاستيلاء على بازوايا، أصبحت قوات العمليات الخاصة العراقية على بُعد أقل من 1 ميل (1.6 كـم) من الموصل.
صرح عدد من المسؤولين العسكريين العراقيين أن قوات العمليات الخاصة العراقية ستبدأ هجومها على الموصل قريبا. في هذه الأثناء، استهدف التحالف الدولي بقيادة الولايات المتحدة مقاتلي داعش جوًا في حال محاولتهم الفرار من المدينة. وصرحت وزارة الدفاع الأمريكية بأن مئات المسلحين يُعتقد أنهم قد فروا بالفعل. في غضون ذلك، دعا رئيس الوزراء العراقي حيدر العبادي مقاتلي داعش في الموصل إلى الاستسلام.

## تشرين الثاني: دخول شرق الموصل والوصول إلى تلعفر

### 1 نوفمبر
بدأت عملية دخول المدينة فجر يوم 1 نوفمبر/تشرين الثاني. وبدأت القوات هجومها في حي الكرامة شرقي الموصل، مستخدمةً نيران المدفعية والدبابات والرشاشات على مواقع داعش استعدادًا للهجوم الأكبر على المدينة. استهدفت الغارات الجوية التي شنتها قوات التحالف بقيادة الولايات المتحدة مواقع داعش، وأشعل داعش النار في الإطارات لتقليل الرؤية.
اندلعت معارك عنيفة في منطقة كوكجلي، عند بوابة مدخل شرق الموصل، حيث استخدم مسلحو داعش السيارات المفخخة ونيران القناصة لمحاولة وقف التقدم. دخلت الفرقة الذهبية حدود مدينة الموصل بعد ظهر ذلك اليوم، واشتبكت في معارك شوارع مع مسلحي داعش. بعد ذلك بوقت قصير، أعلن الجيش العراقي أنه سيطر على مبنى التلفزيون الحكومي في الموصل على الضفة اليسرى للمدينة. وأفادت التقارير أن منطقة كوكجلي كانت تحت سيطرة الحكومة العراقية بحلول المساء، بينما دخلت الفرقة التاسعة واللواء الثالث بالجيش العراقي حي جديدة المفتي على الضفة اليسرى. وقرب منتصف الليل، أفاد مكتب الإعلام الحربي العراقي أن الغارات الجوية قتلت 116 مسلحًا داخل الموصل، بما في ذلك 29 في الغابات، و10 في مقر داعش، و10 في مستودع أسلحة، و67 في مسبح فندق. كما ذكروا أن القوات الحكومية العراقية لم تتكبد أي خسائر. وفي الوقت نفسه، سيطرت القوات الحكومية العراقية على قريتين على الجبهة الشمالية.
صرح العميد سعد معن، المتحدث باسم وزارة الداخلية العراقية، بأن خطة القيادة المشتركة في نينوى كانت تسير بشكل أسرع مما خطط له الجيش. وعلى الجبهة الغربية، قُتل ما لا يقل عن 15 مقاتلاً من قوات الحشد الشعبي عندما دخلوا قرى مهجورة مفخخة بالمتفجرات. كما أعدم تنظيم داعش خمسين منشقًا في الموصل.

### 2 نوفمبر
في يوم 2 نوفمبر، واصلت قوات العمليات الخاصة العراقية محاربة مقاتلي داعش المتبقين في الجزء الشرقي من كوكجلي. وقال العميد العراقي حيدر فاضل إن قواته اضطرت إلى الاحتفاظ بمواقعها في شرق الموصل لأن الظروف الجوية السيئة حدت من الرؤية للطائرات بدون طيار والطائرات، ومنعتهم من التقدم. وفي الوقت نفسه، قُتل ثمانية مسلحين في الموصل على يد القوات العراقية.
وأعلنت قوات الحشد الشعبي أنها سيطرت على 115 كيلومترًا مربعًا في ذلك اليوم بعد معارك ضارية مع داعش، شملت ست قرى، وحاصروا ثلاث قرى تحت سيطرة داعش. كما زعموا أنهم وصلوا إلى طريق سريع جنوب غرب الموصل وقطعوا أول خط إمداد إلى الموصل من الرقة. شنّ الجيش العراقي على الجبهة الجنوبية هجومًا في الصباح لاستعادة حمام العليل، وخاض قتالًا عنيفًا مع الجماعة. في غضون ذلك، استولت الشرطة الاتحادية العراقية على قريتين في الجنوب.

### 3 نوفمبر
أصدر تنظيم الدولة الإسلامية (داعش) ملفًا صوتيًا يُزعم أنه من زعيمه أبو بكر البغدادي، والذي قال فيه إنه "واثق من النصر" في الموصل، وحث مقاتلي داعش على عدم التراجع.
وفي هذه الأثناء، أفادت التقارير أن الفرقة المدرعة التاسعة للجيش العراقي دخلت حي الانتصار في شرق الموصل. في حين تدمر الجسر الخامس في الموصل، الواقع على نهر دجلة، بواسطة الغارات الجوية.
صرحت السلطات الأمريكية والعراقية بأن الهجوم كان "قبل الموعد المحدد" بينما صرح العميد سعد معن بأن أولوية حماية أرواح المدنيين والبنية التحتية قد تؤدي إلى إبطاء تقدمهم إلى المدينة.

### 4 نوفمبر
استعاد الجيش العراقي ستة أحياء في الموصل، بما في ذلك حي الزهراء الشرقي، الذي زعم أنه سيطر على 90% منه. كما اضطر إلى الانسحاب من حي الكرامة بسبب المقاومة الشديدة. وفي الوقت نفسه، أفادت التقارير أن داعش يختطف أطفال الموصل لاستخدامهم كجنود أطفال.

### 5 نوفمبر
استمر القتال في الصباح، وكانت الاشتباكات أكثر كثافة في حي البكر. وكانت الأحياء الشرقية في كركوكلي والزهراء في الشرق والتحرير في الشمال الشرقي تحت السيطرة العراقية بينما أفادت التقارير أن الأحياء الجنوبية في القدس والكرامة ظلت تحت سيطرة داعش. استؤنف القتال في منطقة كوكجلي، بعد أن خرج المسلحون عبر الأنفاق أثناء الليل.
أفادت مراسلة CNN، أروى ديمون، التي كانت برفقة قوات العمليات الخاصة العراقية في الموصل، بأنها حوصرت لمدة 28 ساعة قرب حيي كركوكلي والخضراء بعد أن أجبرها كمينٌ نُصب لقافلتها العسكرية على الاختباء بين المدنيين والاحتماء داخل المباني. ورغم إصابة عدد من الجنود، لم تتمكن قوات الدعم من تقديم المساعدة لتعرضها للهجوم أيضًا.
زعم تنظيم داعش أنه قتل خمسة عشر جنديًا عراقيًا ودمر ست مركبات عسكرية. في غضون ذلك، كشفت صور الأقمار الصناعية التي نشرتها شركة ستراتفور الأمريكية الخاصة أن داعش قد نصب دفاعات، بما في ذلك الأنقاض التي تسد الطرق الرئيسية المؤدية إلى مركز المدينة، وصفوفًا من الحواجز الخرسانية، والسواتر الترابية. كما أظهرت الصور أدلة على أن داعش سوّى المباني بالأرض وأزال الأراضي المحيطة بقاعدة عسكرية سابقة على الضفة الغربية وحول مطار الموصل الدولي.
واصل الجيش العراقي هجومه على ثلاث جبهات باتجاه حمام العليل. في وقت مبكر من بعد الظهر، دخلت القوات العراقية مركز المدينة مع استمرار الاشتباكات العنيفة. أفادت التقارير أن مقاتلي داعش كانوا يتنقلون على دراجات نارية لتجنب الغارات الجوية. وخلال الليل، أفادت التقارير أن القوات العراقية استعادت حمام العليل.

### 6 نوفمبر
وفي 6 نوفمبر/تشرين الثاني، أعلنت القوات العراقية على الجبهة الجنوبية الغربية أنها على بعد 4 كيلومتر (2.5 ميل) الحدود العراقية. من مطار الموصل الدولي بعد السيطرة على حمام العليل في اليوم السابق. كما اقتحموا أيضًا منطقة السادة، مدخلهم الأول إلى شمال الموصل. أعلن مكتب الإعلام الحربي العراقي أن أبو حمزة الأنصاري، أحد القادة الرئيسيين لتنظيم داعش من الجزائر، قُتل في جنوب الموصل خلال اشتباكات مع الفرقة 15 بالجيش العراقي.

### 7 نوفمبر
شنت قوات البيشمركة، بدعم من الغارات الجوية للتحالف، هجومًا من ثلاث جبهات في الصباح للسيطرة على بلدة بعشيقة، التي كانت لا تزال تحت سيطرة داعش وحوصرت لمدة أسبوعين تقريبًا. وتشير التقديرات إلى أن ما يقرب من 100 إلى 200 مسلح من داعش قد تبقوا في البلدة. وفي وقت مبكر من بعد الظهر، تقدمت القوات العراقية أيضًا نحو بلدة تلكيف، شمال الموصل، وحاصرت البلدة. وأفادت التقارير أن بلدة بعشيقة كانت تحت سيطرة البيشمركة بالكامل، على الرغم من أن جيبًا لداعش ظل تحت الحصار في البلدة حتى نهاية الشهر.

### 8 نوفمبر
قتلت قوات البيشمركة اثني عشر مقاتلاً من داعش أثناء محاولتهم الفرار من بعشيقة. وفي الجبهة الغربية، أفادت التقارير أن قوات الحشد الشعبي تقدمت إلى مسافة 25 كيلومترًا. كم باتجاه قاعدة تلعفر الجوية العسكرية ذات الأهمية الاستراتيجية، جنوب المدينة. كما ذكرت قوة المهام المشتركة – عملية العزم الصلب أنها نفذت غارة جوية على مبنى مقر داعش بالقرب من تلعفر. كما وردت أنباء عن مقتل القائد الكبير في داعش محمود شكري النعيمي في غارة جوية للتحالف في غرب الموصل.

### 9 نوفمبر
تمكنت قوات البيشمركة من تطهير بلدة بعشيقة بالكامل من قوات داعش، على الرغم من أنهم ما زالوا يقومون بتطهير المدينة من الألغام والمتفجرات. استولت قوات العمليات الخاصة العراقية على غالبية منطقة الانتصار في جنوب الموصل، في حين أفادت التقارير أن داعش نشر جنودًا أطفالًا مسلحين في الموصل. لم تتمكن وكالات الإغاثة من الوصول إلى أحياء الموصل التي استعادتها القوات العراقية بسبب خطر الألغام والقناصة.

### 10 نوفمبر
وفي شرق الموصل، أفادت التقارير أن الفرقة الذهبية (التي تسيطر على حي الزهراء ونصف حي عدن على الأقل حيث كانت الاشتباكات مستمرة) وكذلك عناصر الفرقة التاسعة (التي تسيطر على حي الانتصار) تعيد تنظيم صفوفها وتطهر الأحياء التي كانت تحتلها داعش، فضلاً عن فحص السكان الفارين من الموصل بحثًا عن أي مسلحين يختبئون بينهم. وعلى الجبهة الجنوبية، تقدمت القوات الموالية للحكومة نحو مدينة نمرود القديمة. وأعلن مسؤولون عراقيون مقتل خالد المتويطي، المسؤول الحربي الجديد لداعش، بينما سيطرت القوات العراقية على قرية عباس رجب.

### 11 نوفمبر
وعلى الجبهة الجنوبية، كانت القوات العراقية تستعد للتقدم على الضفة الغربية لنهر دجلة باتجاه مطار الموصل الدولي. وفي شرق الموصل، شنت القوات العراقية هجومًا جديدًا لاستعادة السيطرة على حي كركوكلي. وأفادت التقارير أن وحدات مكافحة الإرهاب العراقية دخلت حي القادسية.

### 12 نوفمبر
في 12 نوفمبر، وردت أنباء عن اشتباكات عنيفة في حي السلام شرق الموصل. أعلن الجيش العراقي أنه سيطر على حي الأربجية وأنه يطهر حي القادسية الثانية المجاور. كما وصلوا إلى حي فلسطين في جنوب شرق الموصل واشتبكوا مع داعش في حي القدس. أعلنت قوات الحشد الشعبي أن وحدات مقاومة سنجار (YBŞ) التابعة لها بدأت عملية الاستيلاء على القرى المحيطة بسنجار من داعش.
بعد مقتل عدد من كبار قادتها في غارة جوية للتحالف في شرق الموصل، فرض تنظيم الدولة الإسلامية حظر تجوال في المدينة. كما ذكر مصدر محلي أن الجماعة كانت تخلي عائلات مقاتليها من غرب الموصل إلى شرقها، مما يدل على انهيار شديد في الدفاعات على الجبهة الغربية. وفي الوقت نفسه، كان مقاتلوها يستخدمون الطائرات بدون طيار للمراقبة بالإضافة إلى الانتحاريين والقناصة ضد الجيش العراقي.

### 13 نوفمبر
في 13 نوفمبر، استعادت القوات العراقية مدينة نمرود الآشورية القديمة بالإضافة إلى المدينة الحديثة المجاورة. وفي الوقت نفسه، استولت القوات العراقية على حي كركوجلي في شرق الموصل. وصرح العميد معن السعدي، قائد المجموعة الثانية من قوات العمليات الخاصة العراقية، بأن تنظيم الدولة الإسلامية في العراق والشام ينهار ويفقد السيطرة، حيث أصبحت القوات العراقية الآن على بعد يومين فقط من الاستيلاء على حي كانوا يخططون للقتال فيه لمدة أربعة أيام.

### 14 نوفمبر
في 14 نوفمبر، قُتل ثلاثون مقاتلاً من تنظيم داعش، بمن فيهم كبار القادة، عندما استولت قوات الحشد الشعبي على قرية العباس. كما استولوا على قريتين أخريين، وذكروا أن تنظيم داعش تكبد خسائر بشرية ومادية فادحة. وفي الوقت نفسه، قُتل عشرون مسلحًا في غارات جوية شنتها القوات الجوية العراقية.
سيطرت القوات الموالية للحكومة على الجبهة الجنوبية على قرية بو يوسف وأصبحت على 3 كيلومتر (1.9 ميل) منها. من مطار الموصل. وفي الوقت نفسه، شن تنظيم الدولة الإسلامية ثلاث هجمات باستخدام صواريخ مملوءة بغاز الخردل على القيارة، مما أسفر عن سقوط سبعة ضحايا.

### 15 نوفمبر
في 15 نوفمبر، قُتل 49 مسلحًا في غارات جوية شنتها القوات الجوية الأمريكية على حي البكر بالموصل. في هذه الأثناء، بدأت قوات الفرقة الذهبية اقتحام مناطق في شمال وشرق الموصل، بما في ذلك أحياء الأخاء والبكر والهضبة. كذلك تدمرت سيارتين مفخختين بينما قُتل ثلاثة انتحاريين. على الجبهة الغربية، أعلنت منظمة بدر أنها سيطرت على قريتين وتقدمت 10 كيلومترات في المحور الغربي للهجوم.

### 16 نوفمبر
في 16 نوفمبر/تشرين الثاني، قُتل أربعة عشر مدنياً على يد تنظيم الدولة الإسلامية في حي الزهراء الخاضع لسيطرة الحكومة. وفي الوقت نفسه، دمرت الغارات الجوية التي شنتها قوات التحالف بقيادة الولايات المتحدة 4 زوارق مائية، و6 أنظمة هاون، وموقعين قتاليين، ومركبتين، ومخبأ، ومبنى تحت سيطرة تنظيم الدولة الإسلامية.
كما سيطرت قوات الحشد الشعبي على قاعدة تلعفر الجوية شمال غرب مدينة الموصل.

### 18 نوفمبر
في يوم 18 نوفمبر، في الغرب، كانت قوات الحشد الشعبي تقوم بتأمين وتطهير قاعدة تلعفر الجوية العسكرية، التي استولوا عليها من تنظيم داعش قبل يومين، وتستعد للهجوم على المدينة نفسها. وفي المناطق المجاورة، كانوا يهاجمون المزيد من القرى، في منطقة سيئة السمعة بسبب التشدد الإسلامي السني والدعم البارز لتنظيم داعش بين السكان. وقد ترسخت سيطرة قوات الحشد الشعبي في أكثر من 16 قرية في المنطقة المحيطة، خلال الأيام السابقة.

### 20 نوفمبر
أعلنت مديرية مكافحة الإرهاب في بيان بثه التلفزيون الرسمي أن قواتها تمكنت من تحرير مناطق حي عدن والأخاء ومشروع الماء في الموصل، ضمن المحور الشرقي لعمليات تحرير نينوى. وأسفرت العملية عن مقتل والي داعش في حي عدن، مروان حامد صالح الحيالي.

### 22 نوفمبر
في 22 نوفمبر/تشرين الثاني، أفادت التقارير أن مقاتلي تنظيم الدولة الإسلامية في الموصل استهدفوا القوات الخاصة العراقية بالصواريخ وقذائف الهاون أثناء تقدمها ببطء في حي الزهور المكتظ بالسكان. وتعرضت أربعة من الجسور الخمسة على نهر دجلة لضربات جوية من قبل قوات التحالف خلال الـ 48 ساعة الماضية.
وفي أقصى الغرب عند الحدود السورية، وبالقرب من بلدة بعاج، قبض على أربعة من قادة تنظيم الدولة الإسلامية في عملية خاصة أميركية.

### 23 نوفمبر
في 23 نوفمبر/تشرين الثاني، أفادت قوات الحشد الشعبي أنها قطعت الطريق بين سنجار وتلعفر إلى الغرب، وتقدمت مجموعاتها الشيعية من الجنوب وانضمت إلى وحدات مقاومة سنجار ووحدات نساء إيزيدخان إلى الشمال، وبالتالي استكملت تطويق جيب الموصل.

### 25 نوفمبر
قُتل 50 مقاتلاً من تنظيم داعش وألقي القبض على 32 آخرين، فيما واصلت الشرطة الاتحادية العراقية عملياتها لتطهير المنطقة الواقعة جنوب الموصل.

### 30 نوفمبر
في 30 نوفمبر، قالت قوات الحشد الشعبي إنها سيطرت على 12 قرية من تنظيم داعش في منطقة تلعفر، خلال الأيام الخمسة السابقة. وبحلول 30 نوفمبر، تمكنت قوات البيشمركة من تطهير البلدة من قناصة داعش المتبقين، على الرغم من استمرارها في تطهير الألغام والمتفجرات التي خلفها تنظيم داعش.
في نهاية شهر نوفمبر، قدر الجيش العراقي أنه سيطر على 19 حيًا في شرق الموصل خلال الشهر، وهو ما يشكل أقل من 30 في المائة من مساحة الموصل شرق نهر دجلة. وبينما تقدمت قوات العمليات الخاصة "الفرقة الذهبية" بإصرار إلى شرق الموصل، استولت الفرقة التاسعة على حي واحد في الجنوب الشرقي، ولم تكن الفرقة السادسة عشرة قد اخترقت حدود مدينة الموصل من الشمال بعد، وكانت الفرقة الخامسة عشرة، التي تتقدم من الجنوب الغربي، لا تزال على بعد عدة كيلومترات من غرب الموصل.

## ديسمبر: التقدم نحو الحدود السورية

### 4 ديسمبر
قُتل اثنان من قادة داعش، أبو ترك وفلاح الرشيدي، في غارات جوية شنّها التحالف الدولي ضد داعش في 4 ديسمبر/كانون الأول. كان الرشيدي متورطًا في استخدام التنظيم للسيارات المفخخة، وقُتل في الموصل. أما أبو ترك، فقد قُتل في الشرقاط، وكان وسيطًا ماليًا.

### 6 ديسمبر
سُمع دوي 20 غارة جوية شنّها التحالف بقيادة الولايات المتحدة صباح يوم 6 ديسمبر/كانون الأول، عقب هجوم على الجسر الرئيسي الاستراتيجي للمدينة الذي كان تحت سيطرة داعش. وفي ساعات الليل، شنّ داعش هجومًا مضادًا في المنطقة الجنوبية الشرقية من الموصل، قرب السلام؛ إلا أنه لم يُعلن عن أعداد الضحايا من أيٍّ من الجانبين. في غضون ذلك، أعلنت قوات الحشد الشعبي سيطرتها على الجزء الجنوبي من تل عبطة.

### 7 ديسمبر

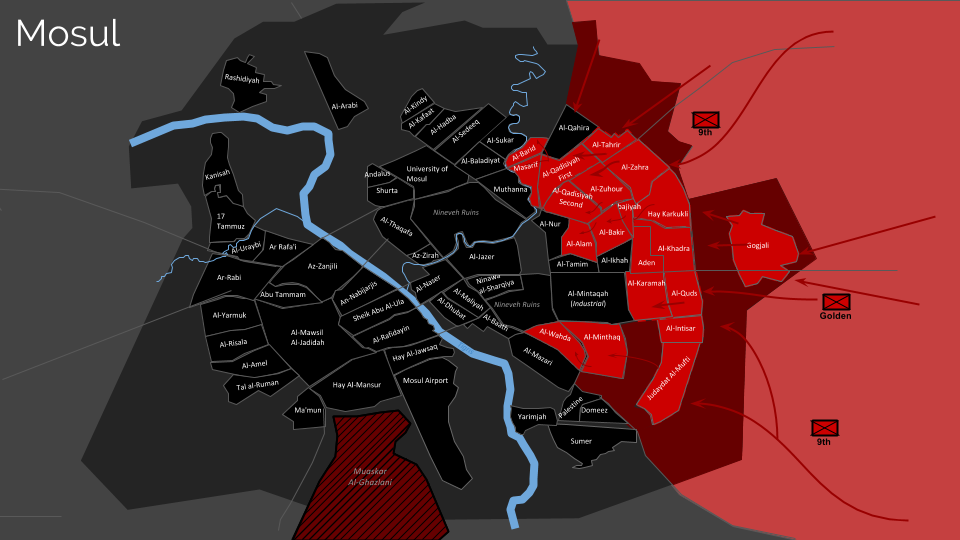
وضع المعركة حتى 7 ديسمبر 2016

بعد هجوم داعش الليلي، واصلت القوات العراقية تأمين منطقة السلام، وسيطرت على مستشفى السلام. إلا أن داعش استعادت المستشفى بعد هجوم مضاد دمر أو عطّل 20 مركبة عراقية.

### 9 ديسمبر
أعلنت قيادة العمليات المشتركة العراقية في 9 ديسمبر/كانون الأول سيطرتها على أحياء الساحة والعدل والتحرير الثلاثة. وأضافت أن القوات العراقية سيطرت على 27 حيًا من أحياء الموصل، مع استمرار الاشتباكات في أربعة منها. وفي الوقت نفسه، صرّح الفريق عبد الأمير يار الله بتدمير ثلاثة مصانع لتفخيخ السيارات وثلاثة مخازن أسلحة في الموصل بغارات جوية عراقية.

### 11 ديسمبر
وذكرت قوات جهاز مكافحة الإرهاب أنها سيطرت على حي النور شرقي الموصل.

### 12 ديسمبر
وقالت الشرطة الاتحادية العراقية إن ثلاثة من ألويتها، التي كان من المفترض في البداية أن تتقدم من الجنوب الغربي باتجاه المطار، أعيد نشرها للانضمام إلى ألوية مكافحة الإرهاب الثلاثة "الفرقة الذهبية" في شرق المدينة.

### 13 ديسمبر
صرح قائد جهاز مكافحة الإرهاب عبد الوهاب الساعدي أنه لم يتبق سوى 6 أحياء للسيطرة عليها من قبل قوات جهاز مكافحة الإرهاب في شرق الموصل وأنهم قد استولوا بالفعل على 32 منها. بينما واصلت قوات الحشد الشعبي إلى الغرب تطهير القرى في المنطقة الصحراوية في معقل داعش، ورد في 13 ديسمبر أن قوات بدر كانت تستهدف القرى المحيطة بتلعفر "لتطويق داعش وتشديد الخناق حولهم"، وتقدمت كتائب حزب الله غربًا نحو الحدود السورية. أفادت التقارير أن أبو در التونسي وبلال الشواش، وهما قائدان عسكريان تونسيان في داعش، قد انشقا بعد تعرضهما لهجوم من قبل عناصر عراقيين. ووفقًا لرئيس مركز نينوى الإعلامي رأفت الزراري، فقد أُجبر المسلحون المحليون على القتال في الخطوط الأمامية، بينما لم يشارك بعض القادة غير العراقيين في اشتباكات مباشرة. وفي الوقت نفسه، سيطرت قوات جهاز مكافحة الإرهاب على منطقتي الفلاح الأولى والفلاح الثانية في وقت لاحق من اليوم، بينما سيطرت قوات الحشد الشعبي على 7 قرى بالقرب من تلعفر.

### 14 ديسمبر
في 14 ديسمبر، قُتل 70 مقاتلاً من تنظيم داعش، من بينهم 20 من كبار القادة بالإضافة إلى حراسهم الشخصيين، في غارات جوية عراقية على تل عبطة حيث كانوا يعقدون اجتماعًا. وفي الوقت نفسه، قُتل 40 مدنياً في غارات جوية وقصف في شرق الموصل. كما قُتل عدد من المسلحين الذين حاولوا شن هجمات انتحارية في 3 مناطق في شرق الموصل، كما دمرت بعض مركباتهم المفخخة.

### 15 ديسمبر
أعلنت الشرطة الاتحادية العراقية في 15 ديسمبر/كانون الأول القبض على صالح نجم عبد الله، مسؤول المركز الإعلامي لتنظيم داعش. وفي الوقت نفسه، أعلن قائد جهاز مكافحة الإرهاب عبد الغني الأسدي أن المرحلة الأولى من استعادة الشواطئ الشرقية للمدينة قد اكتملت، حيث سيطرت قوات جهاز مكافحة الإرهاب على 40 من أصل 56 منطقة.

### 16 ديسمبر
كانت قوات الحشد الشعبي في صدد السيطرة على المزيد من القرى إلى الجنوب والجنوب الغربي من تلعفر، بعد الاستيلاء على ناحية تل العبد، التي يقطنها ما يقرب من 50 ألف شخص وتعد معقلاً استراتيجياً رئيسياً لتنظيم داعش، في الأيام السابقة. وفي الوقت نفسه، صدت القوات العراقية 4 هجمات لتنظيم داعش، مما أسفر عن مقتل 174 مسلحاً وتدمير 13 سيارة مفخخة.

### 17 ديسمبر
أدت غارة جوية شنتها قوات التحالف بقيادة الولايات المتحدة بالقرب من الموصل إلى تدمير 5 مبانٍ يستخدمها تنظيم داعش بالإضافة إلى كميات من الأسلحة والمعدات.

### 18 ديسمبر
صرح العميد طاهر السماك من قوات التدخل السريع العراقية أن الفرقة التاسعة، بمساعدة جهاز مكافحة الإرهاب، بدأت بمهاجمة حي الوحدة شرق الموصل من أجل استعادة السيطرة على مستشفى السلام.

### 19 ديسمبر
صرح النقيب إياد زياد من قيادة عمليات نينوى أن القوات العراقية اقتحمت منطقة المزارع بعد استعادة أجزاء كبيرة من حي الوحدة جنوب شرق الموصل، وقتلت أيضًا 14 مقاتلًا من داعش، بينهم 4 انتحاريين. وفي الوقت نفسه، قُتل 4 مقاتلين من الحشد الشعبي في هجوم لداعش على قرية أبو سنام قرب تلعفر. كما قصفت المجموعة مطار تلعفر ودمرت مركبتين تابعتين للحشد الشعبي.

### 21 ديسمبر
أعلن العميد ماثيو إيسلر، من القوات الجوية الأمريكية، في 21 ديسمبر/كانون الأول أن القوات الموالية للحكومة بدأت عملية إعادة تأهيل عملياتية مُخطط لها، شملت إصلاح المركبات، وإعادة تزويدها بالذخيرة، والاستعداد للمرحلة التالية من المعركة. كما صرّح بأنهم استولوا على أكثر من ربع المدينة.

### 22 ديسمبر
أعلنت الأمم المتحدة، في 22 ديسمبر/كانون الأول، مقتل 4 عمال إغاثة عراقيين و7 مدنيين بنيران الهاون. وفي وقت لاحق، شنّ تنظيم داعش هجومًا انتحاريًا ثلاثيًا على سوق في كوكجلي. وأسفرت الهجمات، وفقًا للجيش العراقي، عن مقتل 23 شخصًا، بينهم 15 مدنيًا. وذكرت وزارة الدفاع العراقية أن سلاح الجو العراقي قصف تجمعًا لعناصر تنظيم الدولة الإسلامية جنوب منطقة تل عبطة، مما أسفر عن مقتل 20 قائدًا و50 عنصرًا، بناءً على معلومات استخباراتية.

### 23 ديسمبر
استولى الجيش العراقي على مقر أكاديمية شرطة الموصل في حي القاهرة في 23 ديسمبر/كانون الأول. وكان هذا أول تقدم كبير له منذ تعليق العمليات العسكرية قبل أسبوع.

### 24 ديسمبر
صرح العقيد بريت جي سيلفيا من الجيش الأمريكي في 24 ديسمبر أن الجنود الأمريكيين الذين يساعدون القوات العراقية سيتم دمجهم على نطاق أوسع وسيتعاونون مع تشكيلات إضافية. صرح رئيس الوزراء العراقي حيدر العبادي أن القوات العراقية تسيطر على أكثر من ثلث الموصل. صرح المتحدث باسم قيادة العمليات المشتركة العراقية يحيى رسول أن القوات العراقية تسيطر على 44٪ من محافظة نينوى. وأضاف أن قوات جهاز مكافحة الإرهاب تسيطر على 40 منطقة في شرق الموصل، بينما تسيطر الكتيبة التاسعة للجيش العراقي على ست مناطق. وفي الوقت نفسه، قُتل 10 مدنيين بسبب قصف داعش في شرق الموصل.

### 25 ديسمبر
قُتل ما لا يقل عن 97 مسلحًا في الموصل خلال اليوم، وفقًا لقائد العمليات الفريق عبد الأمير رشيد يار الله. وذكر أن هجومًا شنه داعش على مراكز الشرطة جنوب منطقة أبو يوسف أسفر عن مقتل 21 مقاتلًا من داعش. وأضاف أيضًا أن هجومًا آخر على أحياء الانتصار والسلام والشيماء أسفر عن مقتل 51 جهاديًا، بينما قتل التحالف المناهض لداعش 25 مسلحًا في غارات جوية على مخبئهم. وأفادت التقارير أن جهاز مكافحة الإرهاب اقتحم حي القدس في وقت لاحق من اليوم.

### 26 ديسمبر
أعلن قائد عمليات نينوى اللواء نجم الجبوري في 26 ديسمبر أن تعزيزات عسكرية جديدة وصلت إلى أحياء الموصل التي استعادتها القوات العراقية، لتعزيز وجودها والاستعداد لاقتحام المناطق المتبقية من الجانب الشرقي. وفي الوقت نفسه، صرح المقدم ستيوارت جيمس، قائد كتيبة أمريكية تساعد القوات العراقية، أن تقدمًا جديدًا في الموصل سيبدأ في غضون أيام. وفي الوقت نفسه، صرحت وزارة الدفاع العراقية بمقتل 10 مسلحين وتدمير 14 مدفعًا لتنظيم داعش في غارات جوية للتحالف شرق الموصل. ووفقًا لمسؤول عسكري، وقبض على 5 مقاتلين آخرين من تنظيم داعش للحصول على معلومات بعد أن تسلل بعض جنود الفرقة 16، متنكرين في زي أعضاء تنظيم داعش، إلى داخل منطقة العويزة.

### 27 ديسمبر
ذكرت وكالة أعماق التابعة لتنظيم داعش أن التحالف الدولي دمر الجسر القديم، آخر الجسور العاملة في الموصل. في المقابل، أعلن التحالف الدولي بقيادة الولايات المتحدة تدمير جسر في الموصل بغارات جوية، دون تقديم تفاصيل.

## روابط إضافية
- خريطة تفاعلية لسوريا والعراق توضح الوضع الحالي في الموصل
- خريطة اخبار داعش
- تقرير CNN – 28 ساعة: قيادة هجوم الموصل، تحت النيران، ثم الاحتجاز
- خريطة لجميع أحياء مدينة الموصل المُستعادة - مع ملاحظات الجدول الزمني المرفقة لكل حي ، نُشرت على خرائط جوجل